# Abbaye de Bellocq
Abbaye de Bellocq (a veces también se ve escrito Abbaye de Belloc) es un queso duro de granja, tradicional, francés, producido en Bearn y el País Vasco Francés, a partir de leche de oveja sin pasteurizar.  
El queso se elaboró por vez primera por los monjes benedictinos de la Abadía de Nuestra Señora de Belloc en Urt (Pirineos Atlánticos) con leche de los rebaños de oveja locales, de raza manech (latxa).  
Forma de rueda plana de 5 kilos, 25 centímetros de diámetro y 11 de altura. Con una corteza natural, crujiente marronácea con manchas de rojo, naranja y amarillo, en la que pueden aparecer pequeños cráteres. De pasta prensada de color marfil. La textura es firme, densa, rica y cremosa. El sabor recuerda a caramelo quemado y hay un distintivo aroma a lanolina. Textura - Semidura. Contenido en materia grasa - 60 %: contiene 40 % m.g. en el producto acabado y 50 % m.g. en extracto seco. 
Se recomienda tomar con un pacharán o caldos Pacherenc du Vic-Bilh.